# Ляменков, Павел Евлампиевич
Павел Евлампиевич Ляменков — советский военный и государственный деятель, полковник.

## Биография
Родился в 1909 году в посёлке Седельницы. Член КПСС.
В РККА — с 1931 года.
Участник Великой Отечественной войны: военный комиссар 170-й танковой бригады, заместитель по политической части командира 177-й танковой бригады, начальник политотдела 184-й танковой бригады, заместитель командира 54-й гвардейской танковой бригады по политической части, заместитель командира 79-го гвардейского танкового полка по политчасти
В 1946—1957 — политработник танковых частей Советской Армии.
В отставке — с 1957 года.
Умер в 1993 году.

## Награды
- Орден Красного Знамени (03.01.1944, 01.02.1945, 19.11.1951)
- Орден Богдана Хмельницкого II степени (27.06.1945)
- Орден Отечественной войны I степени (13.08.1944)
- Орден Отечественной войны II степени (06.04.1985)
- Орден Красной Звезды (05.11.1946)
- Орден Virtuti Militari V степени